# MR30
De MR30 (Frans: AM30) is een toekomstig treinstel van de NMBS. De treinstellen zijn besteld in drie bouwvormen: deels dubbeldeks (drie of vier rijtuigen lang) of geheel enkeldeks met accu (drie rijtuigen). Ze zijn geschikt voor meerdere doeleinden: S-, L- en IC-verbindingen, zowel voor lage en hogere capaciteitsbehoeften, en een deel als batterijtrein.
De toevoeging "30" aan de naam is er omdat de indiensttreding gepland wordt rond het jaar 2030.

## Geschiedenis
Eind 2022 publiceerde de NMBS een aanbesteding voor een raamakkoord van twaalf jaar voor de aanschaf van de MR30: tot 600 treinstellen, deels als batterijtrein, met samen tot 170.000 zitplaatsen.
In maart 2025 werd CAF de voorkeurspartij van de NMBS bij deze aanbesteding. De basisbestelling is 54.000 zitplaatsen voor 1,7 miljard euro. De voorgestelde familie is de CAF Civity / Civity Duo (gedeeltelijke dubbeldekstrein). De gedeeltelijke dubbeldeksvariant zou daarmee nauw verwant worden aan de Nederlandse Dubbeldekker Nieuwe Generatie, die drie jaar eerder besteld werd bij CAF.
In april 2025 pleitten academici in een open brief om het contract niet toe te kennen aan een van de drie kandidaten bij de aanbesteding (CAF, Alstom en Siemens). Alstom en CAF zijn betrokken bij de bouw en uitbating van de sneltram van Jeruzalem (Jerusalem Light Train) die de verbinding maakt naar illegale nederzettingen op de Westelijke Jordaanoever.
Op 17 april 2025 verwierp de Franstalige kamer van Raad van State de aanbestedingsprocedure, op klacht van Alstom. De beoordeling van de technische kwaliteiten zou volgens de Raad niet transparant zijn. Er loopt nog een beroepsprocedure bij de Nederlandstalige kamer.
Op 23 juli besliste de raad van bestuur van de NMBS om door te gaan met de toewijzing aan CAF.

## Beschrijving
Door de NMBS gevraagde eigenschappen zijn:
- vier deuren per rijtuig;
- geen tussendeur tussen de rijtuigen;
- vensterglas dat bewerkt is om het gsm-signaal door te laten;
- een of twee toiletten voor de varianten met drie, respectievelijk vier rijtuigen;
- veiligheidscamera's en een weegsysteem om het aantal reizigers te tellen;
- anti-graffitiverf aan de buitenkant, zoals op de M7;
- betere stoelen in de IC-versie dan in de S-versie.[1]

### Elektrificering
Ze zijn geschikt voor bovenleiding op 3 kV (de meeste klassieke lijnen in België) maar niet voor 25 kV, waardoor ze in het grootste deel van België kunnen rijden, maar niet naar station Noorderkempen of op de lijn naar Luxemburg.

#### Batterijtrein
Een deel van de MR30-treinstellen wordt uitgerust met batterijen, zowel voor kort-grensoverschrijdende treinverbindingen, als om de MW41-dieseltreinen rond 2032 te vervangen op de laatste niet-geëlektrificeerde lijnen, zoals spoorlijn 122 (Gent-Zottegem-Geraardsbergen).

### Buitenland
De enkeldeks batterijversie is ook buiten het Belgische net inzetbaar tot Franse, Duitse en Nederlandse grensstations.

## Vervangt
Met de instroom van de MR30 moeten oudere materiaalreeksen vervangen worden.
De NMBS ziet de MR30 als een van haar toekomstige drie hoofdfamilies van materieel op haar binnenlandse verbindingen, naast de M6/M7 (Alstom/Bombardier) en de MR08 (Siemens Desiro ML).
De volgende reeksen treinstellen wil de NMBS met de instroom van de MR30 vervangen (nadat de M7 ook al een aantal reeksen vervangt):
- MS75[11]
- MS80[11]
- MS86[11]
- MW41,[8][1][11] de laatste reeks dieseltreinstellen die de NMBS heeft

Daarnaast voorziet de NMBS in haar Meerjareninvesteringsplan 2023-2032 expliciet de optie om met een bijkomende bestelling ook de MS96 te vervangen.